# Klemm L 33
O Klemm L 33, mais tarde Klemm Kl 33, foi uma aeronave desportiva ultra leve desenvolvida pela Klemm. Apenas um exemplar foi construído.